# Pietro de L’Aquila
Pietro de L’Aquila OSB († 3. Juni 1298) war ein Kardinal der Römischen Kirche.
Als Benediktiner in die Abtei Montecassino eingetreten, war er Ratgeber des Königs von Sizilien und schließlich Abt von S. Sofia in Benevent. Seit 1294 Bischof von Valva-Sulmona, verzichtete er auf dieses, als Papst Coelestin V. ihn am 18. September 1294 zum Kardinalpriester von S. Croce in Gerusalemme erhob.